# Phyllanthus mirabilis
Phyllanthus mirabilis — це вид рослин родини Phyllanthaceae, що походить з Таїланду, Лаосу та М'янми. Він є одним із каудексоформних рослин роду Phyllanthus який налічує 862 види і є одним із двох каудексоформних з роду Phyllanthus, які було описано, а другий — Phyllanthus kaweesakii. Листя на ніч закриваються. Дикі рослини зустрічаються на вапнякових горах і скелях.

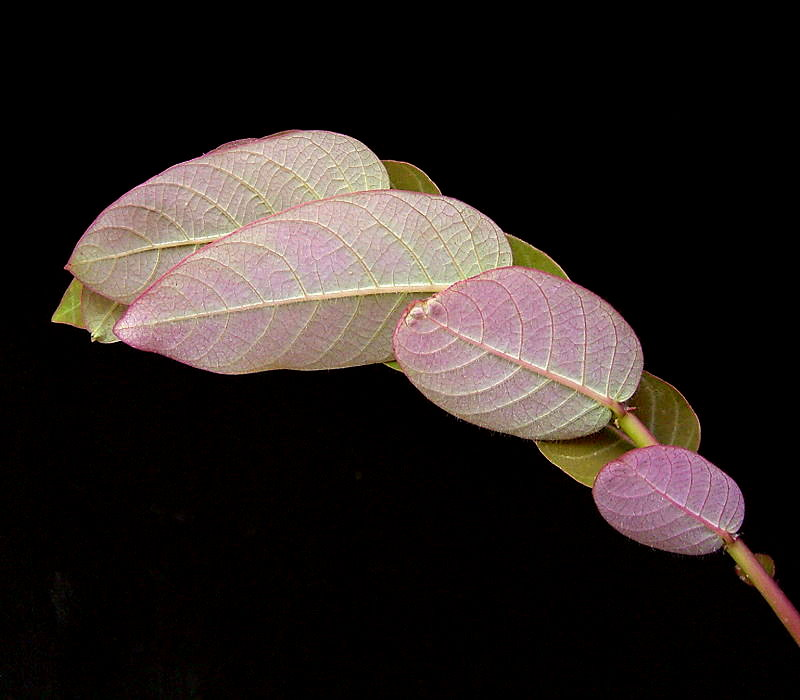
Листя, складені разом вночі